# Colegio de Nuestra Señora de la Antigua (Monforte de Lemos)
El Colegio de Nuestra Señora de la Antigua (en gallego: Colexio da Nosa Señora da Antiga) es un edificio de la ciudad de Monforte de Lemos (Lugo, España), situado en el Campo de la Compañía y propiedad de la fundación del mismo nombre. Al ser actualmente un centro de las Escuelas Pías, imparten clase los Padres Escolapios, por lo que se le conoce popularmente como Colegio de los Escolapios. 
Construido en estilo herreriano, es conocido a menudo como El Escorial gallego por ser una de las pocas manifestaciones de este estilo en esta comunidad.

## Historia
Las obras del colegio comenzaron en 1593, bajo el patrocinio de la figura del cardenal Rodrigo de Castro, considerado por muchos el último gran príncipe eclesiástico del Renacimiento, arzobispo de Sevilla, benefactor de Monforte y mecenas de las artes.
El colegio fue Real Seminario de Estudios hasta 1773 y germen de la Universidad, ostentando hasta siete cátedras en un momento en que apenas estaban implantadas en la provincia. Primero fue regentado por los jesuitas. La Pragmática Sanción de 1767 expulsó a los jesuitas de España y eliminó los símbolos que recordaran su estancia en el país, lo cual se puede constatar observando el espacio en blanco que dejó su escudo tras ser retirado del retablo de Francisco de Moure. 
A mediados del siglo XVIII el Patronato de la fundación que ostentaban los Condes de Lemos se incorpora con dicho título al ducado de Alba. En 1873 se encargó a los Padres Escolapios la gestión de dicho centro educativo.

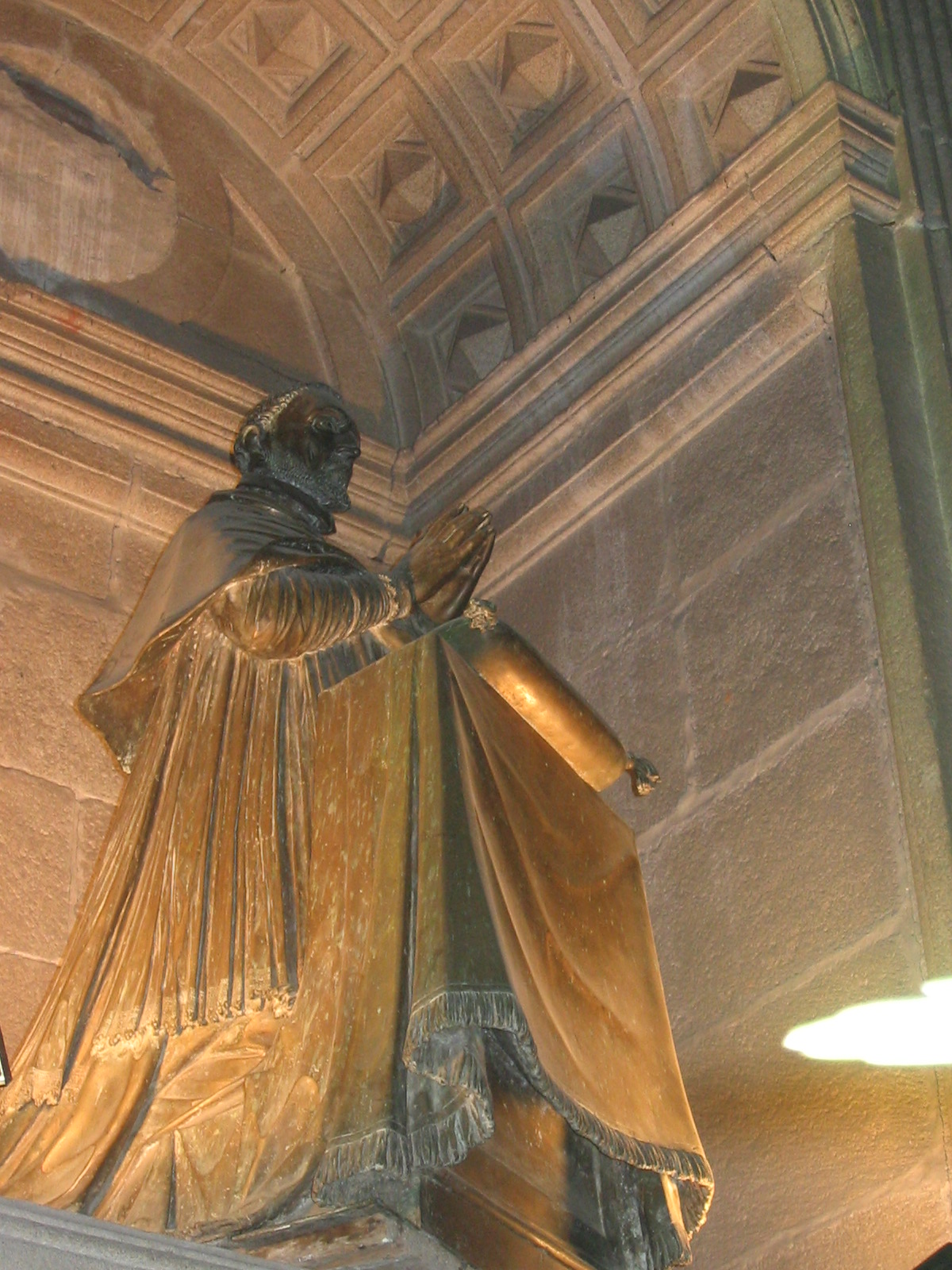
Rodrigo de Castro, estatua orante, por Juan de Bolonia.

## Patrimonio

### Iglesia
La iglesia tiene un impresionante retablo de madera esculpido por Francisco de Moure y, tras la muerte de este, su hijo. A un lado del retablo hay una estatua orante del cardenal Rodrigo de Castro, hecha por Juan de Bolonia. La estatua, colocada sobre los restos del cardenal, está enfrente de un cuadro de Nuestra Señora de Antigua. Detrás del cuadro está la sepultura de la madre del cardenal. Puede contemplarse también en la iglesia un cristo de mármol que fue regalo de Felipe II al cardenal Rodrigo de Castro. El autor de este Cristo es de Valerio Cioli (siglo XVI).

### Colegio

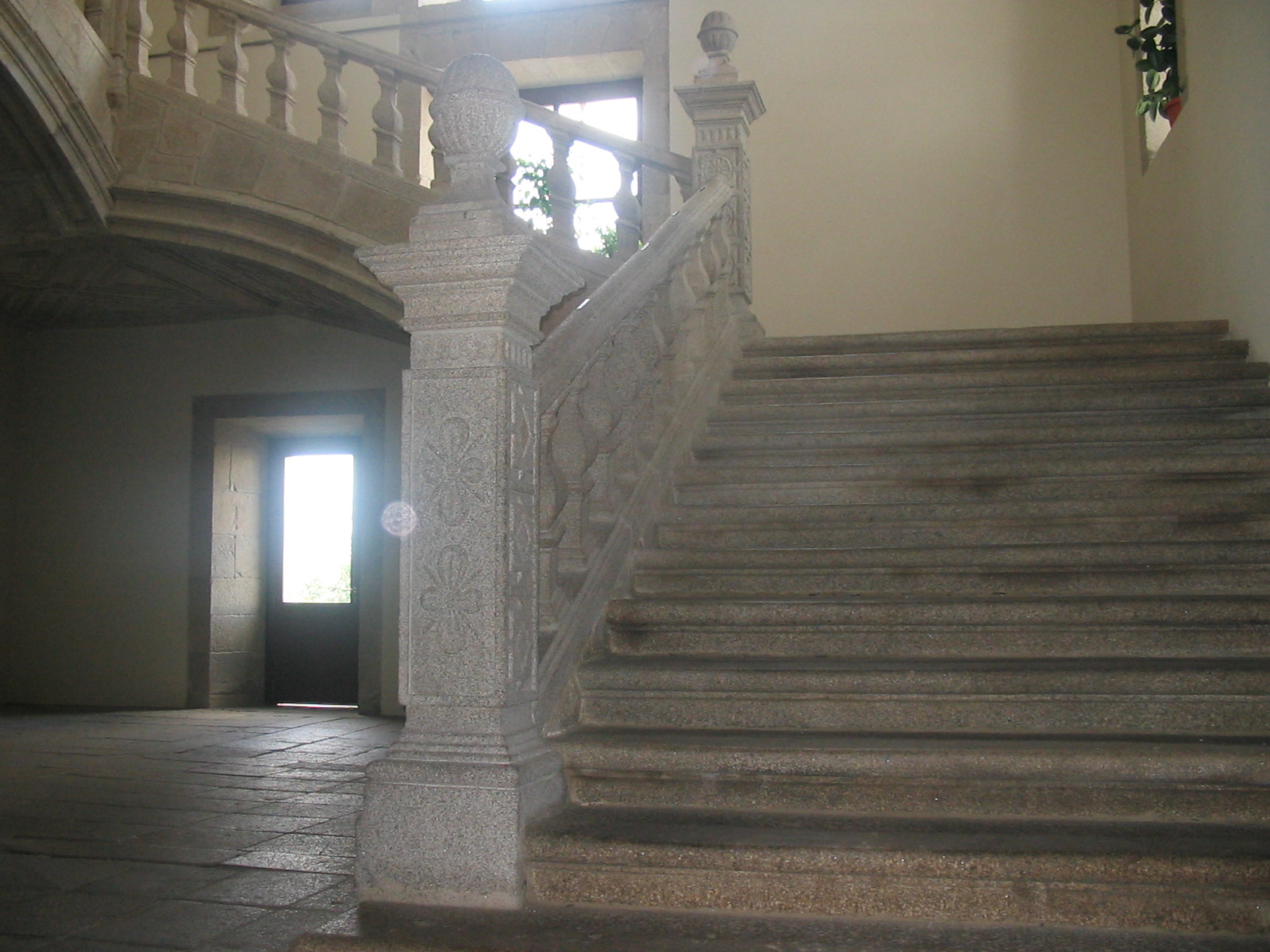
Escalera Monumental. Un ingenioso juego de fuerzas la sostiene sin apenas puntos de apoyo.

El colegio tiene dos claustros y parece estar inacabado en su ala oeste. Destaca la escalera monumental construida entre 1594 y 1603 en el ala este. Sus tres arcadas, sin apoyos aparentes, soportan trece, nueve y trece escalones. Los peldaños están labrados en una sola pieza de granito de gran calidad. En el suelo hay un dibujo de la proyección del claustro de los escudos, trazado para su construcción.
El terremoto de Lisboa de 1755 resquebrajó algunos muros y bóvedas, afectó a algunas esculturas y tallas, derribó varias alas de los ángeles situados en las pechinas de la cúpula, agrietó la gran cúpula y dañó la escalera monumental, lo cual permitió que los especialistas estudiaran el ingenioso juego de fuerzas que la mantiene en el aire. Algunas señales del cataclismo permanecen en la actualidad.
Es de los colegios de las Escuelas Pías de España con más patrimonio.

### Pinacoteca

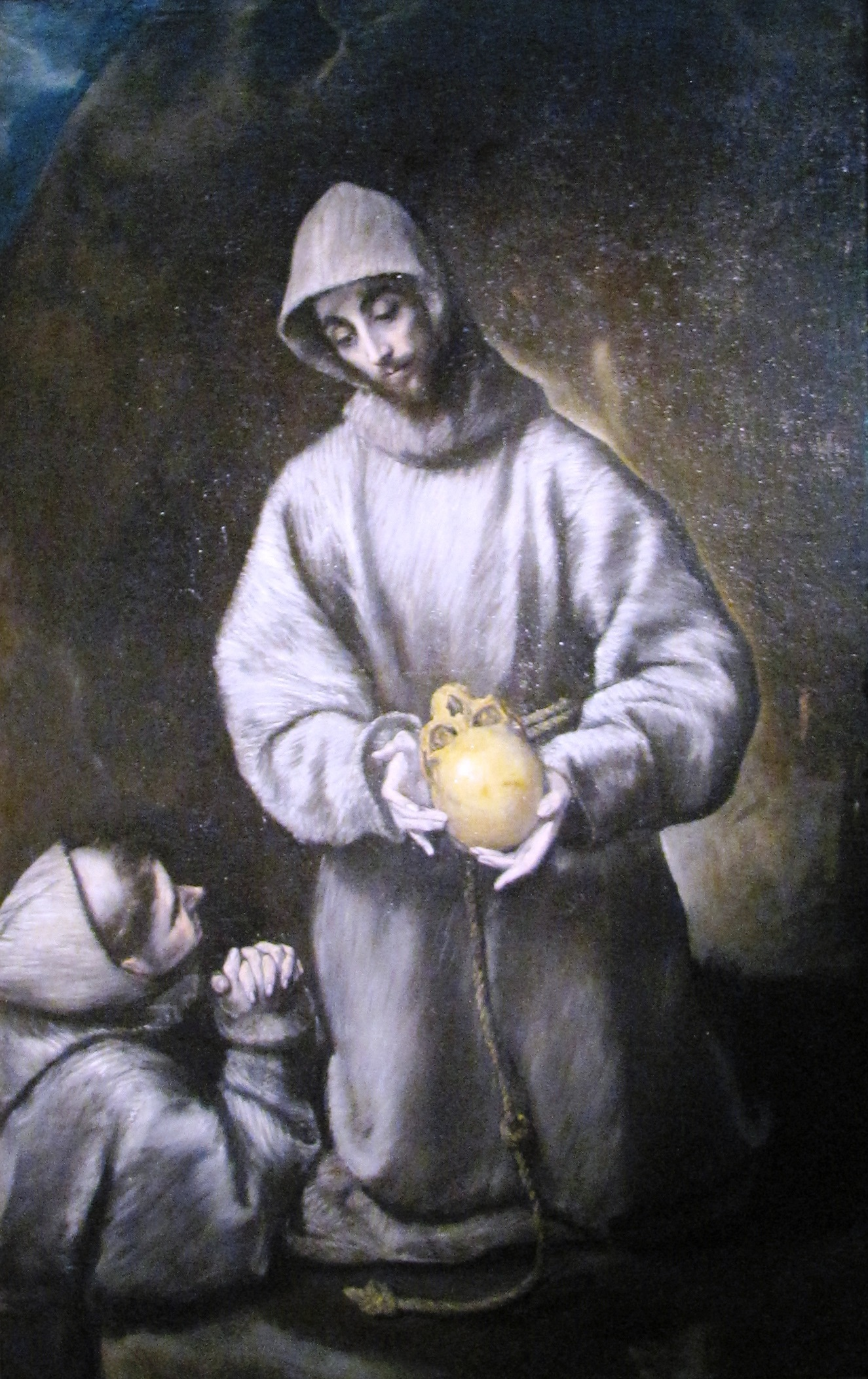
San Francisco, obra de El Greco.

Cuenta con una pinacoteca en la que destacan varios grecos. Sobresalen el San Francisco, que parece preguntarse sobre la vida y la muerte mientras sostiene un cráneo, y el San Lorenzo, uno de los pocos cuadros de devoción que pintó a su llegada a Toledo, donde lo adquirió Rodrigo de Castro en sus tiempos de inquisidor. Hay también cinco obras atribuidas al manierista Andrea del Sarto: Santa Margarita de Corton, Santa Inés, Santa Catalina de Alejandría, San Pedro y San Juan Bautista. 
En tiempos pasados, el principal tesoro pictórico del Colegio fue el gran cuadro La Adoración de los Reyes de Hugo van der Goes (también llamado Retablo de Monforte), del que ahora queda sólo una copia, ya que el original fue vendido en 1913 (en medio de gran polémica) a la ahora llamada Gemäldegalerie de Berlín por un millón doscientas mil pesetas, cuantiosa suma en aquella época que permitió terminar las obras del colegio. La pinacoteca se completa con dos obras del italiano Giovanni Bernardino Azzolini: La Muerte y El Juicio Final, y un retrato anónimo del cardenal Rodrigo de Castro.
El famoso Cristo muerto sostenido por un ángel de Antonello da Messina probablemente formó parte de las colecciones del Colegio, quizás donado por don Rodrigo de Castro. La obra figuraba en 1881 en la colección privada del monfortino Matías Yáñez Rivada y, tras pasar por varias colecciones particulares vascas, fue adquirido por el Museo del Prado en 1965, donde hoy se puede contemplar.
El museo tiene varios incunables y manuscritos, entre ellos una copia incompleta del Libro de la caza de aves, tratado de cetrería escrito por Pedro López de Ayala durante su cautiverio en Portugal, además de objetos personales del cardenal Castro.